# Pete Abrams
Pete Abrams (født 4. august 1970) er en tegneserieskaber, hvis hovedværk er Sluggy Freelance.
Han bor i New Jersey, USA, og har en datter, Leah.